# Centauropsis
Centauropsis é um género botânico pertencente à família Asteraceae.